# One Piece: Grand Battle!
One Piece: Grand Battle! er et kampspil til Sony PlayStation 2 og Nintendo GameCube  fra Japan baseret på Anime og Manga -serien One Piece og udgivet i 2005. Det er det fjerde spil i Grand Battle serien. Det er også kendt i Japan som One Piece Grand Battle! Rush.

## Handling
Ligesom i ønsker den 17-årige Monkey D. Luffy at finde Gold Roger's sted og blive piraternes konge. Sammen med sit hold, der består af Nami, Lorenor Zoro, Usopp, Sanji, Chopper og Nico Robin er han på en mission om at søge efter den store skat One Piece, samt de også skal opfylde deres egne drømme.

## Gameplay
Der er fire forskellige modes i spillet: Grand Battle, en one-player/two player mode, der indeholder ulåste krigere og baner; Story Mode, en mode, der følger hver karakter gennem historien, Training, en test mode, der tester ens evner; og tourney, en turnering mode, der gør det muligt at vælge en kriger og kamp med den.
Flere funktioner blev fjernet i den amerikanske version af spillet, fordi det amerikanske Anime Dubing ikke havde nået så langt som den japanske version. 

## Modtagelse
- GameRankings beregnede en gennemsnitlig rating på 71,5%.
- Metacritic beregnede en gennemsnitlig rating på 67,0%.
- Grand Battle! er blevet beskrevet "som en krydsning mellem Namco 's Soul Calibur og Nintendos Super Smash Brothers Melee ", sammenlignet med Power Stone og Naruto: Ultimate Ninja 2 .
- Det var siges at være " så prangende som Budokai Tenkaichi og mangler den dybde og indhold af Super Smash Brothers Melee ".

## Gameplay
Gameplayet blev udtalt som at være et sted mellem Super Smash Bros. Melee og Dragonball Z: Budokai serien. 
Gameplayet blev udtalt som  at være for simplistisk, med alt for få nok muligheder. 

## Musik
Spillets musik, hvilket til dels original, dels vedtages fra anime, siges at være "lys og upbeat". 
Under kampene musikken ikke skiller sig ud. 

## Figurer
Tre figurer blev udeladt fra de ikke-japanske baner. 

## Distribution
I Storbritannien var Grand Battle! kun tilgængelig i Virgin Megastores.